# Étienne Gagnaire
Pour les articles homonymes, voir Gagnaire.
Étienne, Claude, Marie Gagnaire, né le 17 avril 1906 à Saint-Étienne et mort le 19 septembre 1980  à Villeurbanne, est député du Rhône de 1956 à 1958, député de la 6e circonscription du Rhône de 1973 à 1978 et maire de Villeurbanne de 1954 à 1977.

## Biographie

### Parcours politique
Étienne Gagnaire, syndiqué à la CGT, adhère à la SFIO en 1936. En 1940, au début de la Seconde Guerre mondiale, il est fait prisonnier. Libéré[Quand ?], il rejoint le Rassemblement national des prisonniers de guerre, en devient un des responsables nationaux et y rencontre François Mitterrand. Par la suite, toute sa vie sera marquée par cet engagement dans le mouvement des Anciens-combattants et par son positionnement social-démocrate et anticommuniste.
Après la Libération, il fait partie des personnalités politiques de gauche refusant toute alliance avec le Parti communiste. Il est ainsi de 1946 à 1948 un collaborateur au cabinet du Ministre de l'information Gaston Defferre puis des Ministres des Anciens Combattants Max Lejeune et François Mitterrand. Il participe à l'éviction des communistes de la mairie de Villeurbanne : il devient successivement adjoint au maire en 1947, premier adjoint en 1953 puis maire en 1954. En 1956, il est élu député du Rhône, au scrutin de liste, grâce à un apparentement entre sa liste socialiste et celle, radicale, d'Edouard Herriot, maire de Lyon. À la Chambre des députés, il rejoint la commission de l'intérieur et s'intéresse notamment aux projets de lois touchant les Anciens-Combattants, la Sécurité sociale et l'Algérie. En 1958, il vote l'investiture de Charles de Gaulle comme Président du Conseil puis la réforme constitutionnelle vers la Ve République.
Son positionnement politique devient alors difficilement tenable sur le plan national : rejeté par les gaullistes parce que "socialiste" et par la gauche parce qu'anticommuniste, Étienne Gagnaire est battu aux élections législatives de 1958. Il rejoint alors le parti social-démocrate qui prend part au groupe des Réformateurs démocrates sociaux puis au Mouvement réformateur centriste. En 1961, aux élections cantonales, il élimine le sortant communiste grâce aux voix de la droite. Sous l'étiquette du PSD, il est à nouveau élu député en 1973. En 1977, il est battu aux élections municipales par le socialiste Charles Hernu.

### Actions locales
En 1953, Étienne Gagnaire est à l'origine de la venue de Roger Planchon au Théâtre de la Cité qui deviendra le Théâtre national populaire.
En 1968, il est à l'origine, avec Louis Pradel, maire de Lyon, de la création de la Communauté urbaine de Lyon, devenue ensuite Métropole de Lyon.

## Distinction
Officier de la Légion d'honneur.

## Hommages

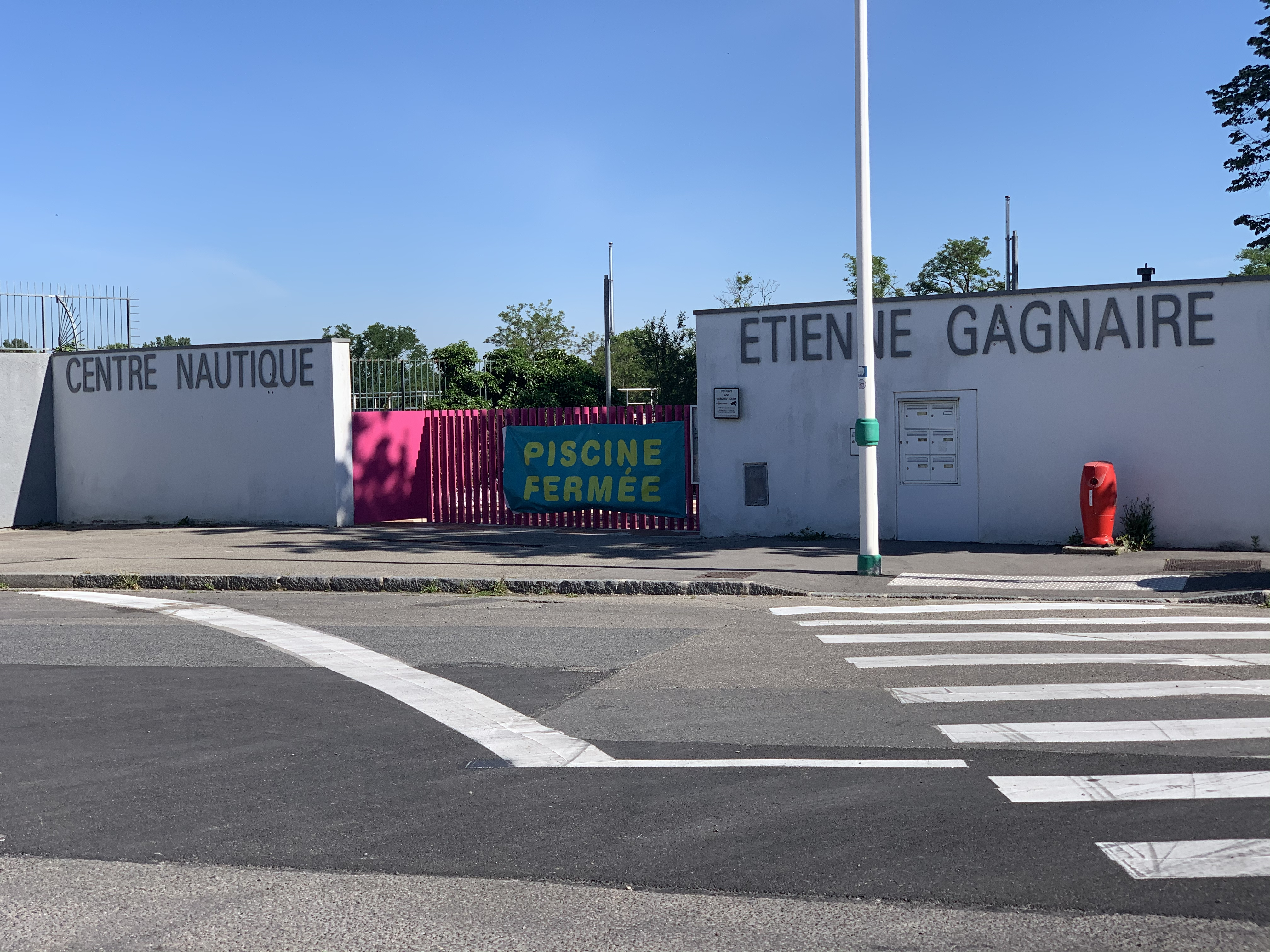
Centre nautique Étienne Gagnaire (Villeurbanne).

Un des centres nautiques de Villeurbanne est dénommé Étienne-Gagnaire.